# Ložec
Ložec – wieś w Słowenii, w gminie Osilnica. W 2018 roku liczyła 25 mieszkańców.